# محمد سریر
محمد سریر (زادهٔ ۱۳۲۳) آهنگساز و موسیقی‌دان ایرانی و رئیس هیئت مدیرهٔ خانهٔ موسیقی ایران است.

## زندگی‌نامه
محمد سریر در سال ۱۳۲۳ در تهران زاده شد. او یکی از دانش‌آموزان گذشته دبیرستان فیروزبهرام بود. او دارای مدرک تحصیلی کارشناسی اقتصاد و کارشناسی ارشد علوم سیاسی از دانشگاه تهران و دکتری اقتصاد از دانشگاه وین است. او علاوه بر این، در زمینهٔ موسیقی در سال ۱۳۴۳ از هنرستان عالی موسیقی فارغ‌التحصیل شده و در سال ۱۳۵۱ در دورهٔ کارشناسی رشتهٔ موسیقی دانشکده هنرهای زیبای دانشگاه تهران پذیرفته شد که در سال ۱۳۵۴ از آنجا فارغ‌التحصیل شد. محمد سریر همچنین کارشناسی و کارشناسی ارشد آهنگسازی را از آکادمی موسیقی و هنرهای زیبای وین به‌ترتیب در سال‌های ۱۳۵۷ و ۱۳۶۴ دریافت کرد. او در بهمن ۱۳۸۳ در مراسم اختتامیهٔ بیستمین جشنوارهٔ موسیقی فجر مورد تقدیر قرار گرفت.

## فعالیت هنری
محمد سریر در سال ۱۳۴۴ به‌عنوان آهنگساز و عضو ارکستر بزرگ رادیو پذیرفته شد. سپس تدریس مربیان هنری وزارت آموزش و پرورش را در انستیتو مربیان هنری برعهده گرفت.
سایر سمت‌های محمد سریر عبارتند از:
- تهیه‌کننده و مشاور هنری در سازمان رادیو و تلویزیون، ۱۳۵۰ تا ۱۳۵۱
- آهنگساز و مشاور مدیر مرکز موسیقی صدا و سیما، ۱۳۵۶ تا ۱۳۷۱
- تدریس در مرکز حفظ و اشاعه موسیقی، ۱۳۷۳ تا ۱۳۷۴
- مدرس در دانشکده صدا و سیما، ۱۳۸۳ تاکنون
- عضو هیئت علمی دانشگاه آزاد اسلامی در رشتهٔ موسیقی، ۱۳۷۲ تاکنون
- رئیس و عضو شورای مرکزی کانون آهنگسازان سینمای ایران، ۱۳۷۳ تاکنون
- رئیس و عضو هیئت رییسهٔ شورای عالی داوری خانهٔ سینما، ۱۳۷۳ تاکنون
- عضو کمیسیون ملی یونسکو در ایران، ۱۳۷۷ تاکنون
- عضو هیئت رییسهٔ آکادمی داوری خانهٔ سینما، ۱۳۸۳ تاکنون
- عضو شورای عالی موسیقی وزارت فرهنگ و ارشاد اسلامی، ۱۳۷۴ تاکنون
- عضو هیئت مدیره و سخنگوی خانهٔ موسیقی ایران، ۱۳۸۲ تاکنون
- رئیس خانهٔ موسیقی، ۱۳۸۵ تاکنون

محمد سریر، آهنگسازی ۷ آلبوم موسیقی و تصنیف بیش از ۱۰۰ اثر آوازی و موسیقی متن فیلم و سریال‌های تلویزیونی را برعهده داشته‌است.

## آثار
- آلبوم موسیقی دلاویزترین با صدای محمد نوری
- آلبوم موسیقی رویای رنگین با صدای بیژن بیژنی[۶]
- آلبوم موسیقی رویای دیگر برای پیانو و ارکستر با تکنوازی آندره آرزومانیان[۷]
- آلبوم موسیقی جلوه‌های ماندگار با صدای محمد نوری[۸]
- آلبوم موسیقی جاودانه با عشق با صدای محمد نوری[۹]
- آلبوم موسیقی چراغی در افق با صدای محمد نوری[۱۰]
- موسیقی فیلم سینمایی ازدواج به سبک ایرانی به کارگردانی حسن فتحی
- آلبوم صوتی و تصویری و کتاب پوئم سمفونیک آب با اجرای ارکستر ناسیونال اوکراین به رهبری ولادیمیر سیرنکو[۱۱][۱۲]

## فعالیت‌ها و سمت‌های غیرهنری
محمد سریر در سال ۱۳۵۲ به استخدام دفتر سیاسی وزارت امور خارجه ایران درآمد و در سال ۱۳۸۲ بازنشسته شد. نمایندگی در سازمان توسعه صنعتی ملل متحد (یونیدو) و آژانس بین‌المللی انرژی، سرپرستی امور کنسولی سفارت ایران در وین در سال‌های ۱۳۵۴ تا ۱۳۵۸، سرپرستی امور کشورهای خاور دور وزارت امور خارجه در سال‌های ۱۳۵۹ تا ۱۳۶۳، عضویت و سرپرستی گروه مطالعات انرژی و اقتصاد بین‌الملل در سال‌های ۱۳۶۴ تا ۱۳۷۸، و رایزنی علمی و فرهنگی ایران در دفتر اروپایی سازمان ملل متحد در ژنو در سال‌های ۱۳۷۸ تا ۱۳۸۱ از جمله سمت‌های وی در وزارت امور خارجه بوده‌اند.
او همچنین یک کتاب با عنوان اوپک و دیدگاه‌های آینده تألیف کرده‌است.